# Цикълът на върколака
„Цикълът на върколака“ е кратък роман на ужасите от Стивън Кинг, илюстрирана от известния художник на комикси Бърни Райтсън. Разказва се за върколак, тероризиращ малък град. Всяка глава е кратка история сама по себе си.
Книгата е посветена на писателя Дейвис Гръб: „В памет на Дейвис Гръб и на всички гласове от миналото“.

## Сюжет
Внимание:  Текстът по-долу разкрива сюжета на произведението (или части от него)!
Историята се развива в измисления град Таркърс Милс в щата Мейн. Върколак жестоко убива хора и животни, а стават и странни инциденти на всяко пълнолуние. Иначе нормалното градче живее в страх. Главният герой на историята е Марти Кослоу, единадесетгодишно момче в инвалидна количка.
Първата жертва е Арни Уестръм, убит в барака за инструменти по време на снежна буря, когато пълнолунието идва през януари, малко след полунощ на Нова година.
Следващата жертва е Стела Рандолф, бедна шивачка, убита на празника на Свети Валентин.
Третата е непознат бездомник, убит през март. Същата вечер няколко от жителите на града чуват вълчи вой, а край трупа са открити вълчи следи. Из града започват да се носят слухове, че убиецът е върколак.
На 1 април, деня на лъжата, е намерен мъртъв единадесетгодишният Брейди Кинсайд, обезглавен и изкормен.
През май баптисткият проповедник Лестър Лоу сънува, че чете проповед, но не както обикновено, а изключително вдъхновено. Когато започва да говори за Звяра, той започва да се трансформира във върколак, и се събужда. На следващия ден намира мъртъв пазача на църквата, Клайд Корлис, и с ужас осъзнава, че върколакът е самия той.
Следващият убит е Алфи Нопфлър, собственик на закусвалня.
През юли, фойерверките за Деня на независимостта са отменени, което много натъжава Марти. Чичо му решава да го зарадва, като му купи фойерверки, и го предупреждава да ги пусне много късно, за да не разбере майка му. Марти изпълнява молбата. Докато празнува Деня на Независимостта, той е атакуван от върколака, но успява да го прогони, избождайки лявото му око.
Следващата жертва е полицай Ниъри, убит в камиона си.
През септември няма човешки жертви, но прасетата на Елмър Зинеман биват изклани. По-късно той намира вълчи следи в калта. Идва Хелоуин и Марти празнува, обикаляйки къщите за лакомства, но внимава за мъж или жена без ляво око и вижда проповедник Лоу, носещ превръзка на окото.
През ноември Елмър Зинеман и много други тръгват на лов за върколака. За да ги избегне, проповедникът пътува до гр. Портланд и се регистрира в хотел. Там отново се превръща във върколак и убива съгражданина си Милт Щурмфулър, отседнал в същия хотел.
През декември градчето се успокоява, защото през последните месеци няма убийства. Въпреки това, някои хора ще се съмняват. Елмър Зинеман смята, че прасетата, а и няколкото елена, намерени убити в горите през октомври са дело на върколака (смъртта на Щурмфулър минава незабелязана, защото не е бил убит в градчето).
Марти изпраща анонимни писма до проповедник Лоу, за да го накара да спре. През декември изпраща последното, подписано със своето име. Освен това Марти убеждава чичо си да вземе два сребърни куршума и да прекара новогодишната нощ с него (която се пада на пълнолуние). Малко преди полунощ върколакът се промъква в къщата на Марти, за да го убие, но той го убива със сребърните куршуми. Цикълът на върколака приключва една година след като е започнал.

### Несъответствия
- Когато полицай Ниъри е убит в пикапа си, Кинг пише, че убийството е станало в Додж, но няколко параграфа по-надолу пише, че кръвта е из целия Форд.
- В първите глави Кинг описва върколака с жълти очи. По-късно го описва със зелени. Преподобния Лоу е описан първоначално с кафяви очи, които са зелени в деня на промяната. Въпреки това Бърни Райтсън рисува върколака със зелени очи през целия роман.

## История на написването
Новелата започнала като календар от Zavista с илюстрации на Бърни Райтсън. Всеки месец трябвало да включва рисунка и кратко разказче от Кинг. Но за писателя било трудно да се вмести в отреденото пространство. Така Кинг разширил разказите в кратък роман и го публикувал чрез „Ленд ъф енчантмънт“ (Land of Enchantment) през 1983 г., заедно с илюстрациите на Райтсън.

## Препратки към други произведения
Петата жертва на върколака е Клайд Корлис, който е убит през май. Той участва във втория роман на Кинг „Сейлъмс Лот“. Спасил се след ужаса в Джерусълъмс лот, Корлис отпътува за Такърс Милс. Друг герой от „Сейлъмс Лот“ е отец Калахан, който участва и в поредицата за Тъмната кула.
Арни Уетъръм работи за „GS & WM Рейлроуд“ – измислена компания, която се среща в различни творби.

## Адаптации
Раманът е адаптиран за голям екран под името „Сребърния куршум“ през 1985 г., с участието на Кори Хайм, Еверет Макгил, Гари Бюзи, Меган Фолоус, Тери О'Куин, Кент Бродхърст и Джеймс Гамън. Филмът получава смесени отзиви.